# Perasia optabilis
Perasia optabilis är en fjärilsart som beskrevs av Walker 1858. Perasia optabilis ingår i släktet Perasia och familjen nattflyn. Inga underarter finns listade i Catalogue of Life.